# Lasionycta taigata
Lasionycta taigata es una especie de mariposa nocturna de la familia Noctuidae.
Habita en turberas y pantanos abiertos en la zona de la taiga, desde Labrador, Churchill (Manitoba) y el centro de Yukón, hasta el norte de Maine, el norte de Minnesota y el suroeste de Alberta.
Los adultos vuelan desde finales de junio hasta julio. Es nocturna, y le atrae la luz.
Esta especie tiene patrones anatómicos similares a varias especies en el género Polia, particularmente Polia propodea, pero es mucho más pequeña.